# Омсіно
О́мсіно (рос. Омсино) — присілок у складі Слободського району Кіровської області, Росія. Входить до складу Світозаревського сільського поселення.
Населення становить 20 осіб (2010, 19 у 2002).
Національний склад станом на 2002 рік — удмурти 100 %.